# تغير المناخ في تركيا

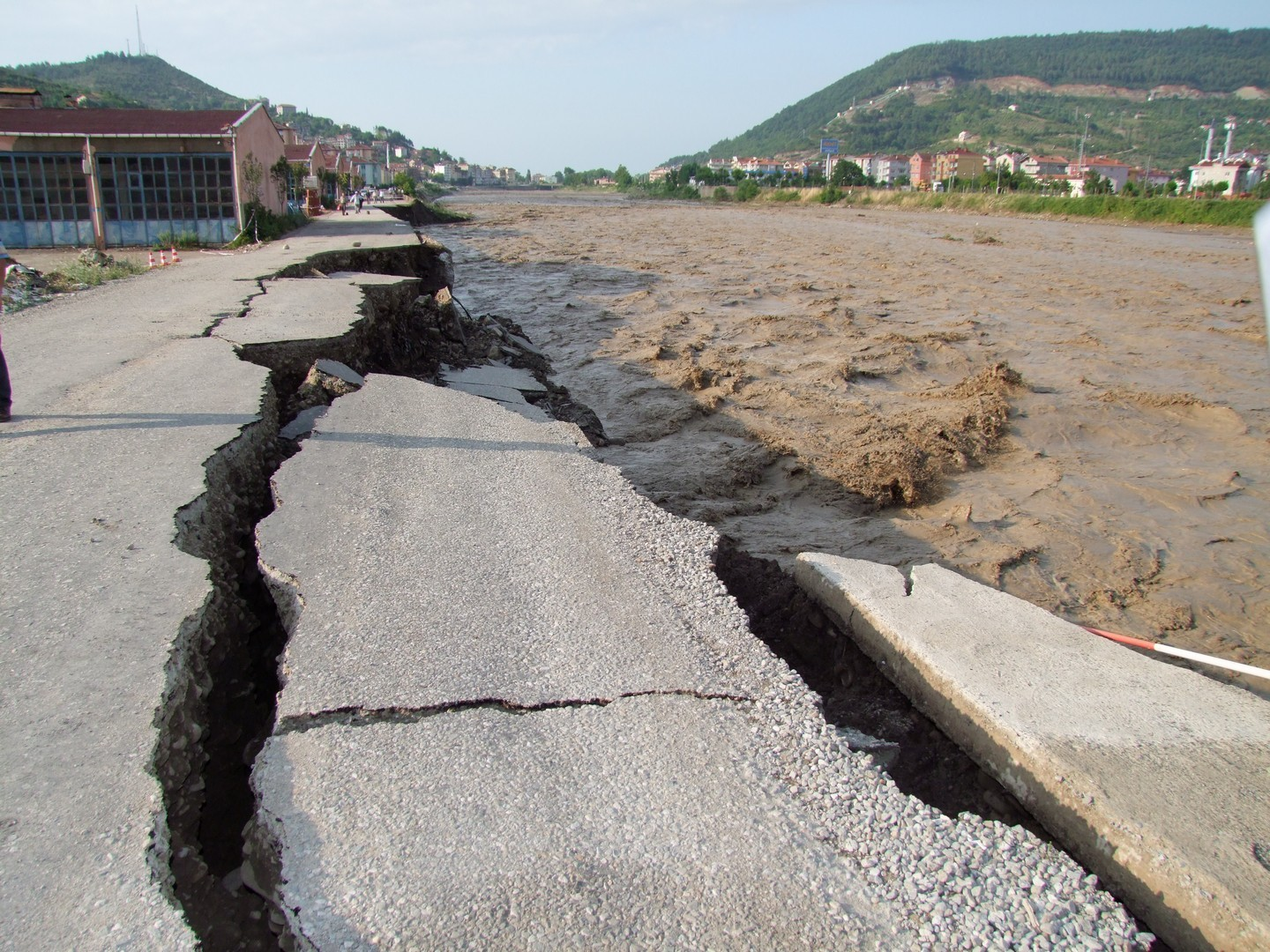
من المتوقع أن تصبح السيول أكثر تكرارًا كما هو الحال هنا في سينوب

تغير المناخ في تركيا تمتاز المناطق الساحلية من تركيا المطلة على بحر إيجة البحر الأبيض المتوسط بمناخ البحر المتوسط المعتدل، مع صيف حار وجاف وشتاء معتدل إلى بارد ورطب.كما تمتاز المناطق الساحلية من تركيا والمطلة على البحر الأسود بمناخ محيطي دافئ ورطب صيفًا وبارد ورطب في الشتاء. تهطل أكبر كمية من الأمطار على الساحل التركي من البحر الأسود وهي المنطقة الوحيدة في تركيا التي تمتاز بمعدلات هطول أمطار عالية. يبلغ معدل هطول الأمطار في الشرق من الساحل 2.500 ملليمتر سنويًا، وهي أعلى نسبة هطول للأمطار في البلاد.
المناطق الساحلية في تركيا المطلة على بحر مرمرة (بما في ذلك إسطنبول)، الذي يربط بين بحر إيجة والبحر الأسود، تمتاز بمناخ انتقالي بين مناخ البحر المتوسط المعتدل والمناخ المحيطي، وفصل صيف حار وجاف، وشتاء بارد ومعتدل إلى بارد ورطب. لا تسقط الثلوج سنويًا في كل شتاء على بحر مرمرة والبحر الأسود. من ناحية أخرى من النادر أن تسقط الثلوج في المناطق الساحلية لبحر إيجة، ونادرة جدًا في المناطق الساحلية للبحر الأبيض المتوسط.
في المناطق الجبلية وخصوصًا في فصل الشتاء درجات الحرارة من (30 - 40) درجة مئوية يمكن أن يحدث في منطقة شرق الأناضول، ويبقى الثلج على الأرض مدة لا تقل عن 120 يومًا من السنة. في الغرب، تبلغ درجة الحرارة المتوسطة في فصل الشتاء أقل من 1 درجة مئوية. الصيف حار وجاف، مع درجات حرارة أعلى عمومًا 30 درجة مئوية في اليوم. المعدلات السنوية لهطول الأمطار تبلغ 400 ملليمتر (15 بوصة). المناطق الأكثر جفافًا هما سهل قونية وسهل ملاطية، حيث معدل هطول الأمطار السنوي في كثير من الأحيان أقل من 300 ملليمتر (12 بوصة). يعتبر شهر مايو الأكثر بللا، في حين يوليو وأغسطس هما الأكثر جفافا.
تركيا هي واحدة من الدول الأكثر تضررا من ظاهرة الاحتباس الحراري. درجات الحرارة السنوية ترتفع كما درجات الحرارة القصوى، إن انبعاثات غازات الدفيئة من قبل تركيا تشكل نسبة 1% من الإجمالي العالمي، ومن المتوقع أن ترتفع بشكل كبير لأن سياسة الطاقة في تركيا هي دعم الفحم بشكل كبير.

## انبعاثات غازات الدفيئة من تركيا
تشكل نسبة انبعاثات الغازات الدفيئة في تركيا حوالي 500 طن متري من ثاني أكسيد الكربون كل عام، حوالي 6 أطنان للشخص الواحد. ما يقرب من ثلاثة أرباعه من قطاع الطاقة، وأكبر مصدر هو محطات الطاقة التي تعمل بالفحم في تركيا.

## التأثير

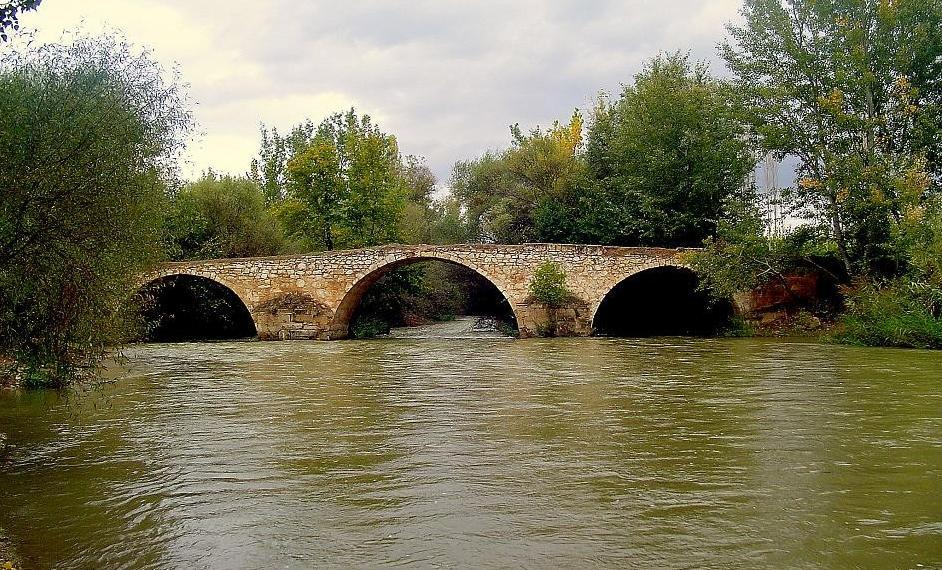
نهر بيك مندريس، الممتلئ في نوفمبر 2007، قد يقلل متوسط تدفقه بمقدار 2100.

من المتوقع أن تتأثر تركيا بشكل أكثر حدة من العديد من البلدان الأخرى، ولكن التأثيرات ستختلف اختلافًا كبيرًا عبر مناطق البلاد.

### حالة الطقس
خلال القرن الحادي والعشرين، من المتوقع أن ترتفع درجات الحرارة بمقدار 2-3 درجة مئوية وتهبط الأمطار بشكل كبير. ومع ذلك، بالإضافة إلى المزيد من حالات الجفاف، من المتوقع حدوث المزيد من الفيضانات، بسبب سقوط الأمطار بدلاً من الثلج، أسوأ حالة هي ارتفاع بمقدار 7 درجات بحلول عام 2100.

### حرائق الغابات
ازدادت حرائق الغابات بسبب تغير المناخ وارتفاع درجات الحرارة.

### المدن
من المتوقع أن تزداد موجات الحر الحضرية والجفاف والعواصف والفيضانات؛ وبالتالي يمكن أن يؤثر ارتفاع مستوى سطح البحر على البنية التحتية للمدينة، على سبيل المثال محطة كادويكوي مترو إسطنبول مهددة بالفيضانات. تم اقتراح حديقة جافة للمساحات الخضراء، ولدى اسطنبول خطة عمل بشأن تغير المناخ. ومع ذلك، وفقًا لدراسة أجرتها جامعة تراقيا عام 2018، يجب إعداد خطط عمل محلية أكثر لتغير المناخ بشكل عاجل.

### المياه

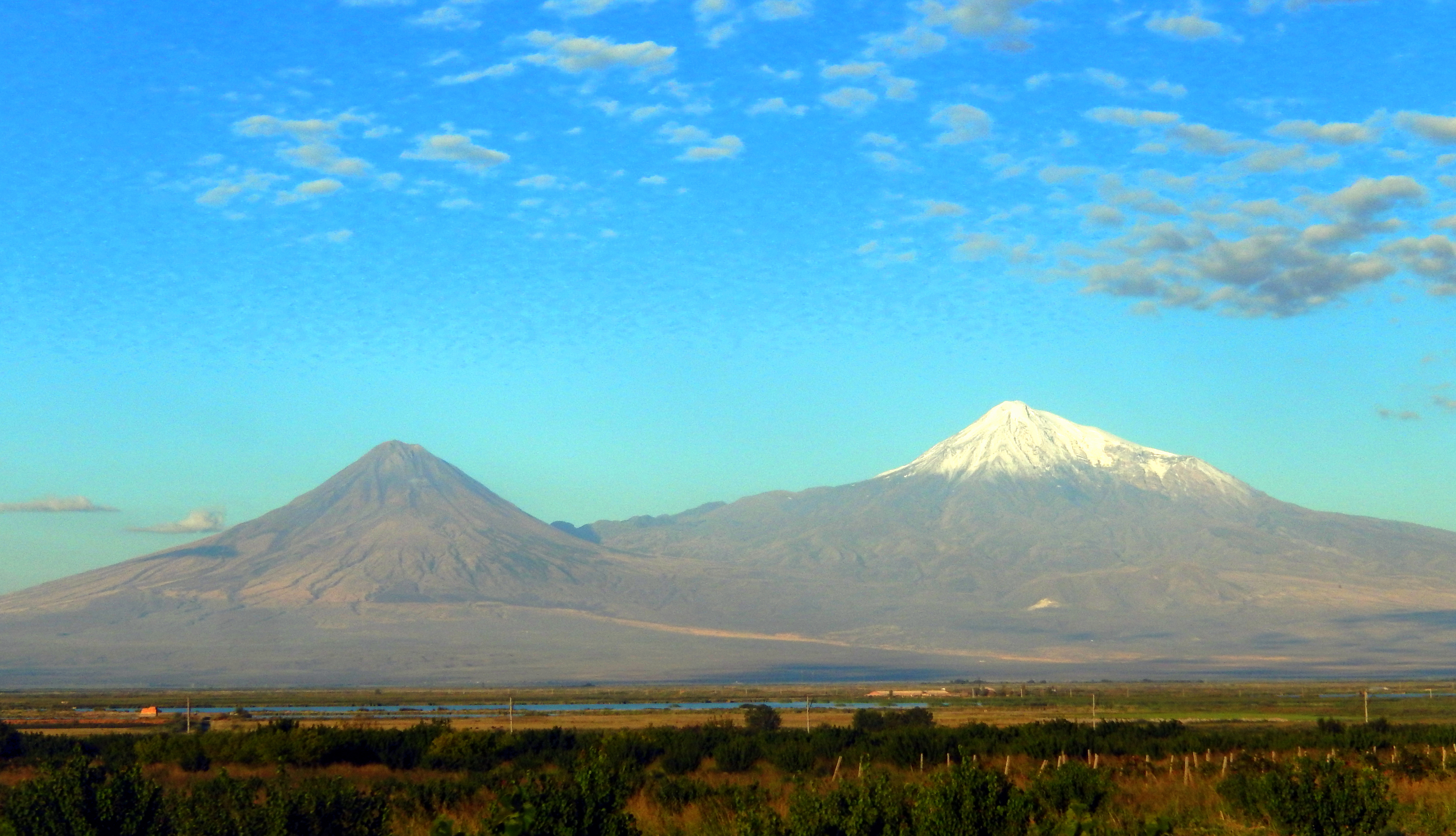
من المتوقع اختفاء النهر الجليدي على جبل أرارات

تتراجع الأنهار الجليدية في تركيا، بما في ذلك الأنهار الجليدية على جبل أرارات، وفقا للبروفيسور باريش كارابينار، يتم فقدان المياه من خلال التبخر بسبب تقنيات الري القديمة التي يستخدمها مشروع جنوب شرق الأناضول، مما يزيد من خطر النقص الحاد في المياه. ومن المتوقع انخفاض الطاقة الكهرومائية في تركيا.

### الزراعة
ما لم يتم تقليل الانبعاثات العالمية بشكل كبير من الزراعة في تركيا، مثل القمح، من المتوقع أن تتأثر بشدة بعد أواخر عام 2030 وخاصة في المناطق التي تعتمد على الزراعة المطرية. المناطق القاحلة وشبه القاحلة معرضة لخطر التصحر. ستنخفض الزراعة المروية مع زيادة الإجهاد المائي وزيادة الواردات الغذائية التي ستضرب الميزان التجاري التركي.

### صيد السمك
إن احترار بحيرة وان يقلل من الأكسجين سمك اللؤلؤ.

## الاقتصاد
من المتوقع أن يكون فقدان نصيب الفرد من الناتج المحلي الإجمالي بحلول عام 2100 أقل من 1% بسبب الاحترار العالمي الطفيف ولكن ما يقرب من 8% للاحتباس الحراري الشديد.

## الديانة
يستشهد علماء البيئة والأكاديميون مسلم بالقرآن لدعم بيئتهم، وفي اسطنبول في عام 2015 حث القادة الإسلاميون 1.6 مليار مسلم في العالم على المساعدة في التغلب على تغير المناخ.

## التعليم
تعمل الفنون على زيادة الوعي بتغير المناخ والتعليم يدعمه الاتحاد الأوروبي.

## التكيف
في عام 2019، أوصت منظمة التعاون الاقتصادي والتنمية بزيادة جهود التكيف، وعقد مؤتمر دولي حول الإجراءات المحلية، واستمر العمل على 12 خطة تكيف إقليمية. تم النظر في حماية موارد المياه ونوعية التربة، ولكن تركيا لم تقدم بعد خطة التكيف الوطنية لاتفاقية الأمم المتحدة الإطارية بشأن تغير المناخ.
وفي العام 2023 وفي إطار خطتها للحد من خطر التغير المناخي، أطلقت تركيا منذ سنوات مشروعاً بيئياً تحت عنوان "صفر نفايات". يهدف المشروع إلى إعادة تدوير 40% من النفايات اليومية، مع تحفيز السكان على المشاركة الفاعلة فيه، عبر استبدال المخلفات المنزلية بالمال.

## التغطية الإعلامية
في تسعينيات القرن الماضي، كان المنفذ الإعلامي المستقل راديو فتح من أوائل من تناولوا تغير المناخ، ومؤسسها عمر مادرا.